# Otago Central Rail Trail
| \| \| 0.0 \| Middlemarch \| Middlemarch \| \| \| 6.5 \| Ngapuna \| Ngapuna \| \| \| 13.5 \| Rock and Pillar \| Rock and Pillar \| \| \| 27.5 \| Hyde \| Hyde \| \| \| 34.0 \| Tiroiti \| Tiroiti \| \| \| 42.0 \| Kokonga \| Kokonga \| \| \| 52.5 \| Waipiata \| Waipiata \| \| \| 60.0 \| Ranfurly \| Ranfurly \| \| \| 73.5 \| Wedderburn \| Wedderburn \| \| \| 85.5 \| Oturehua \| Oturehua \| \| \| 93.5 \| Ida Valley \| Ida Valley \| \| \| 97.5 \| Auripo \| Auripo \| \| \| 101.0 \| Poolburn Viaduct \| Poolburn Viaduct \| \| \| 108.0 \| Lauder \| Lauder \| \| \| 115.0 \| Omakau \| Omakau \| \| \| 127.0 \| Chatto Creek \| Chatto Creek \| \| \| 137.0 \| Galloway \| Galloway \| \| \| 144.0 \| Alexandra \| Alexandra \| \| \| 152.0 \| Clyde \| Clyde \| |       |                  |                  |
| Bahnhof (Strecke außer Betrieb) | 0.0   | Middlemarch      | Middlemarch      |
| Haltepunkt / Haltestelle (Strecke außer Betrieb) | 6.5   | Ngapuna          | Ngapuna          |
| Haltepunkt / Haltestelle (Strecke außer Betrieb) | 13.5  | Rock and Pillar  | Rock and Pillar  |
| Haltepunkt / Haltestelle (Strecke außer Betrieb) | 27.5  | Hyde             | Hyde             |
| Haltepunkt / Haltestelle (Strecke außer Betrieb) | 34.0  | Tiroiti          | Tiroiti          |
| Haltepunkt / Haltestelle (Strecke außer Betrieb) | 42.0  | Kokonga          | Kokonga          |
| Haltepunkt / Haltestelle (Strecke außer Betrieb) | 52.5  | Waipiata         | Waipiata         |
| Bahnhof (Strecke außer Betrieb) | 60.0  | Ranfurly         | Ranfurly         |
| Haltepunkt / Haltestelle (Strecke außer Betrieb) | 73.5  | Wedderburn       | Wedderburn       |
| Haltepunkt / Haltestelle (Strecke außer Betrieb) | 85.5  | Oturehua         | Oturehua         |
| Haltepunkt / Haltestelle (Strecke außer Betrieb) | 93.5  | Ida Valley       | Ida Valley       |
| Haltepunkt / Haltestelle (Strecke außer Betrieb) | 97.5  | Auripo           | Auripo           |
| Brücke über Wasserlauf (Strecke außer Betrieb) | 101.0 | Poolburn Viaduct | Poolburn Viaduct |
| Haltepunkt / Haltestelle (Strecke außer Betrieb) | 108.0 | Lauder           | Lauder           |
| Haltepunkt / Haltestelle (Strecke außer Betrieb) | 115.0 | Omakau           | Omakau           |
| Haltepunkt / Haltestelle (Strecke außer Betrieb) | 127.0 | Chatto Creek     | Chatto Creek     |
| Haltepunkt / Haltestelle (Strecke außer Betrieb) | 137.0 | Galloway         | Galloway         |
| Bahnhof (Strecke außer Betrieb) | 144.0 | Alexandra        | Alexandra        |
| Bahnhof (Strecke außer Betrieb) | 152.0 | Clyde            | Clyde            |

Der Otago Central Rail Trail ist ein 152 km langer Wander- und Radwanderweg in der Region Otago auf der Südinsel Neuseelands. Der Weg, der zum Wandern, Radfahren und Reiten freigegeben ist, befindet sich auf dem ehemaligen Gleisbett der Eisenbahn Otago Central Railways, welches von Middlemarch nach Clyde führte.

## Geografie

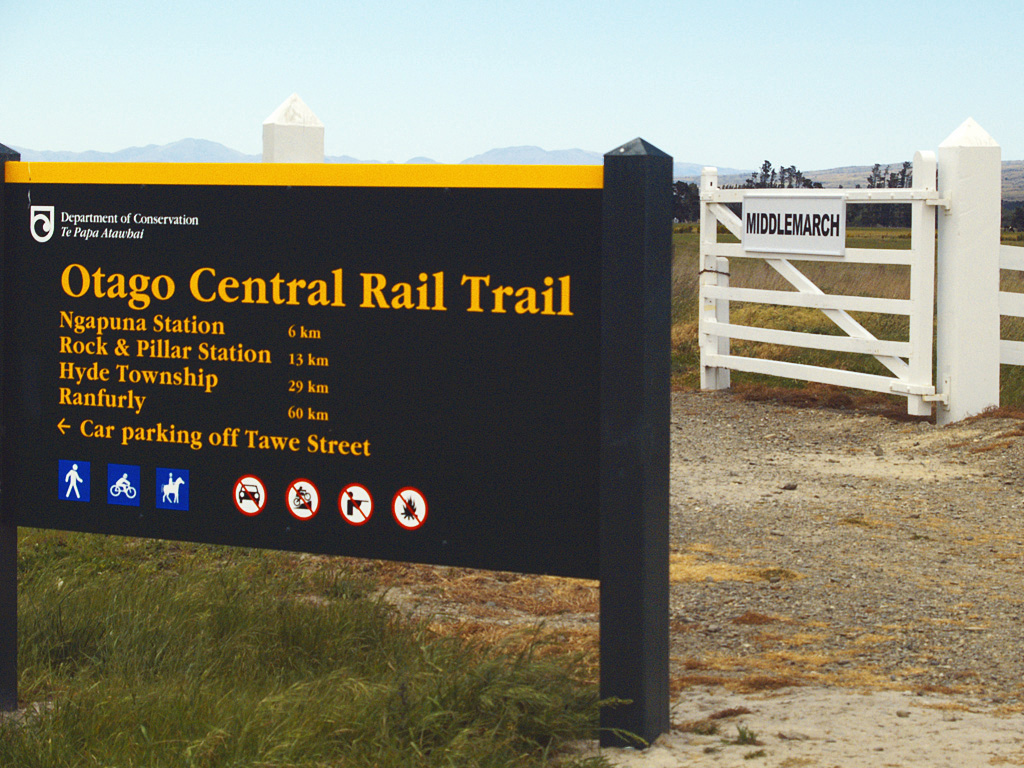
Startpunkt des Otago Central Rail Trails in Middlemarch

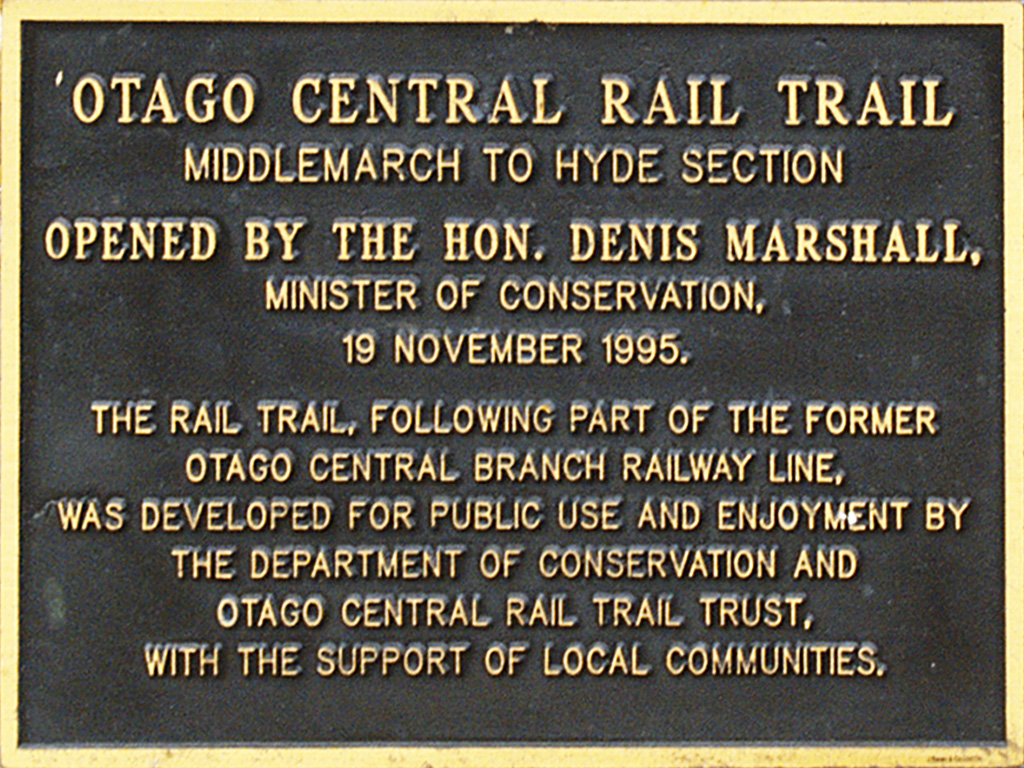
Gedenktafel zur Eröffnung am 19. November 1995

Der Otago Central Rail Trail durchkreuzt von Middlemarch ausgehend die Ebene von Strath Taieri in nördliche Richtung bis nach Hyde und folgt dann dem Taieri River um das nördliche Ende der Rock and Pillar Range herum nach Westen. Von Waipiata über Ranfurly bis nach Wedderburn verläuft die Strecke dann fast geradlinig nordwestwärts durch die Maniototo Plain und macht schließlich vom höchsten Punkt der Strecke aus, am nördlichen Ende der Rough Ridge, einen Bogen nach Westen durch das Ida Valley. Anschließend geht es nach Südwesten, über Omakau durch das Tal des Manuherikia Rivers, Alexandra entgegen. Von dem 90-Grad-Schwenk nach Nordwesten in Alexandra sind es dann nur noch 8 km bis zu dem Endpunkt in der Stadt Clyde, die am Clutha River/Mata-Au liegt.

## Geschichte
Der Baubeginn des Otago Central Railways war im Jahr 1879. Die Strecke wurde schließlich 42 Jahre später mit dem Ausbau bis nach Cromwell fertiggestellt. Der Abschnitt, der heute vorwiegend als Randwanderweg benutzt wird, wurde damals in 4 Bauabschnitten realisiert (1898 bis Ranfurly, 1904 bis Omakau, 1906 bis Alexandra und 1907 bis Clyde).
Die gesamte Eisenbahnstrecke von Dunedin bis Cromwell war über fast 100 Jahre das Rückgrat der wirtschaftlichen Entwicklung des Kernlandes der Region Otago. Doch bessere und flexiblere Transportmöglichkeiten des über die Jahre entwickelten Straßennetzes machten den Betrieb der Bahnlinie zusehends unwirtschaftlicher.
Im Dezember 1989 wurde vom Minister of Railways, Richard William Prebble schließlich bekanntgegeben, dass der Betrieb der gesamten Strecke des Otago Central Railway zum 30. April 1990 komplett eingestellt werde.
Das Teilstück Clyde-Cromwell war schon zuvor dem Staudammprojekt des Lake Dunstan zum Opfer gefallen. Das südliche 64 km lange Teilstück von Wingatui nach Middlemarch wurde vom Otago Excursion Train Trust und der Stadt Dunedin gerettet und für die Museumseisenbahn des Taieri Gorge Railway ausgebaut. Das verbliebene Teilstück von Middlemarch bis nach Clyde übernahm dann schließlich das Department of Conservation, entfernte die Gleisanlagen, sicherte die Tunnel und präparierte die Brücken für eine öffentliche Nutzung. Bereits am 19. November 1995 wurde der erste Abschnitt des Otago Central Rail Trail von Middlemarch nach Hyde vom Minister of Conservation, Denis Marshall, eingeweiht und der Öffentlichkeit übergeben. Bis zur offiziellen Eröffnung im Februar 2000 folgte die Restauration der restlichen Abschnitte bis Clyde.

## Heute

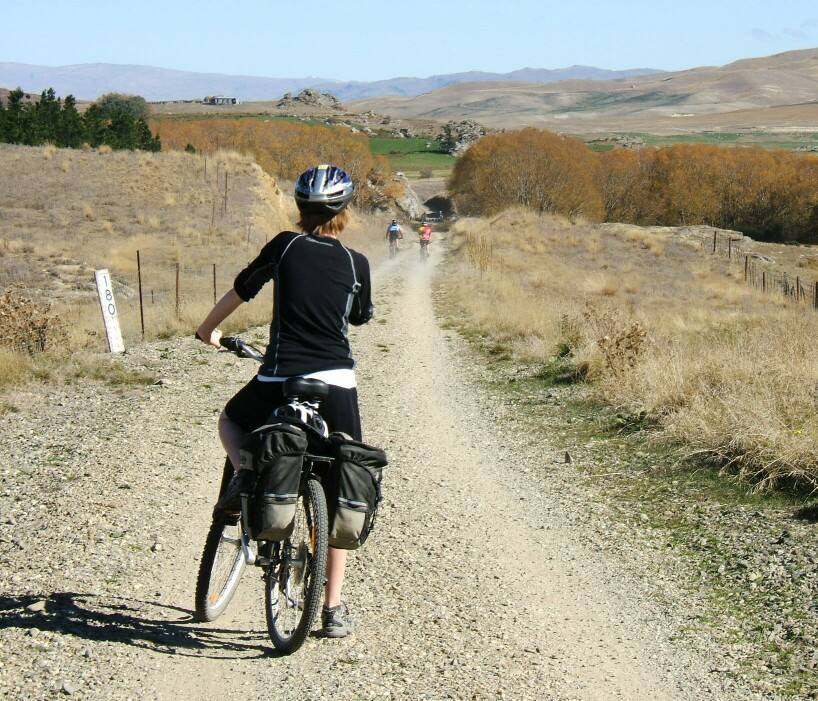
Auf dem Otago Central Rail Trail unterwegs

Der Otago Central Rail Trail ist heute fest in das touristische Angebot von Dunedin und der Region Otago eingebaut. Dass dahinter nicht nur ein Angebot für Urlaubs- und Freizeitgestaltung steht, zeigt der Bericht des Otago Central Rail Trail Trust aus dem Jahre 2008. Danach hängen an der 152-km-Strecke 552 Sommerarbeitsplätze mit 235 Teilzeitjobs, die in den Spitzenmonaten Februar und März besonders gefordert sind. Das nicht genug, denkt man derzeit darüber nach, wie man auch in den besonders schwachen Wintermonaten die Touristen noch zusätzlich auf den Trail bekommt.